# 東洋高圧彦島硬式野球部
東洋高圧彦島硬式野球部（とうようこうあつひこしまこうしきやきゅうぶ）は、山口県下関市に本拠地を置き、日本野球連盟に加盟していた社会人野球の企業チームである。1962年限りで解散した。
運営母体は、化学メーカーの東洋高圧工業。

## 概要
1953年4月、東洋高圧工業の彦島工業所を拠点に、『東洋高圧彦島硬式野球部』として創部。
1962年、JABA広島大会で優勝を果たすが、10月に母体の経営不振により同年シーズン限りでの解散が発表された。

## 沿革
- 1953年 - 東洋高圧工業の彦島工業所を拠点に、『東洋高圧彦島』として創部。
- 1962年 - 母体の経営不振を理由に同年限りで解散。

## 主要大会の出場歴・最高成績
- JABA広島大会：優勝1回（1962年）

## 主な出身プロ野球選手
- 山本久夫（内野手） - 1961年に東映フライヤーズに入団。